# Departamento Independencia (Chaco)
Das Departamento Independencia liegt im Zentrum der Provinz Chaco im Nordwesten Argentiniens und ist eine von 25 Verwaltungseinheiten der Provinz.
Es grenzt im Norden an das Departamento Maipú, im Osten an das Departamento Comandante Fernández, im Süden an das Departamento O’Higgins, im Südwesten an das Departamento General Belgrano und Westen an das Departamento Almirante Brown.
Die Hauptstadt des Departamento Independencia ist Campo Largo. Sie liegt 195 Kilometer von der Provinzhauptstadt Resistencia und 1.229 Kilometer von Buenos Aires entfernt.

## Bevölkerung
Nach Schätzungen des INDEC stieg die Bevölkerungszahl von 20.620 Einwohnern (2001) auf 20.977 Einwohner im Jahre 2005.

## Städte und Gemeinden
Das Departamento Independencia ist in folgende Gemeinden aufgeteilt:
- Avia Terai
- Campo Largo
- Napenay

Koordinaten: 26° 48′ S, 60° 48′ W